# Romeinse tuba

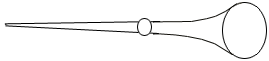
Romeinse tuba

Een Romeinse tuba is een militaire signaaltrompet, niet te verwarren met de moderne tuba, die pas in de 19e eeuw is ontstaan. De Romeinse tuba (van het Latijnse woord tubus dat buis betekent) werd geproduceerd rond 500 voor Christus. De vorm was recht, in tegenstelling tot het cornu of de buccina die net als de moderne tuba meer gebogen rond het lichaam liepen.
De tuba was ongeveer 120 centimeter lang en aan het eind liep zij uit in een kleine beker. Zij werd meestal gemaakt van brons met aan het begin een eenvoudig afneembaar mondstuk gemaakt van been. De oorsprong wordt toegeschreven aan de Etrusken. De tuba is vergelijkbaar met de Griekse salpinx.